# 石原慎一
石原 慎一（いしはら しんいち、1960年5月26日 - ）は、日本の男性歌手、俳優、声優、ナレーター、作曲家、演出家。山梨県甲府市出身。血液型はA型。愛称は「慎ちゃん」など。

## 経歴・人物
幼い頃より、キーボードなどの音楽教育を受ける。大学2年在学中から片桐和子、山口英治にヴォーカルを師事し、本格的に歌のレッスンを始める。大学卒業後、1983年に東京ディズニーランドのスモールワールド・ステージ「キッズ・オブ・ザ・キングダム」のプリンス役でデビュー。翌年1984年、ディズニーから離れ、「超電子バイオマン」のカバーをソニーからリリースし歌手デビュー。その後、アメリカ遊学等を経て、1985年より千葉繁が主宰の劇団バーストマンに参加（2000年に解散）。仕事の中心をステージに移し、歌手、レコーディングアーティスト、スタジオヴォーカリストとして音楽活動を開始する。
これまでにソロヴォーカル・コーラス・CMソングを含め10000曲以上のレコーディングセッションに参加。また、中森明菜、田原俊彦、森昌子、チョー・ヨンピル、加山雄三、河合奈保子などのバックコーラスも務めた。ヴォーカリストとしての活動以外では、俳優としてもミュージカルやストレートプレイの舞台を中心に100タイトル以上の作品に出演し、声優やラジオのパーソナリティも務める。また、自身でも脚本を書き、演出、プロデュースもこなしている。
1996年には梶原聡と「Wild、Sexy、Cool」をコンセプトにしたユニット「b・m・b(a boy meets a boy)」を結成。
通信カラオケでは矢沢永吉や桑田佳祐、鈴木雅之などのガイドボーカルも務め、石原大輔名義で音声多重カラオケのお手本ボーカル、Shinichi Ishihara名義でトランスカバー楽曲などを歌っている。
2003年には、山梨県甲府市にある賃貸マンション「East Garden ～東光寺レガリア～」のプロデュースも行なった。
特技はダイエットグルメなどの料理。趣味は旅行で、本人は乗り鉄でもある。

## エピソード
- ライブは派手な衣装で行うことが多く、水木一郎やショッカーO野等に「ゴージャス石原」と呼ばれることもある[6]。
- 日本ナレーション演技研究所の01期生（1986年度）であり、林原めぐみとは同期である[7]。
- 『ウルトラマンUSA』の主題歌「時の中を走りぬけて」のオーディションに合格したのがきっかけで、同じく小暮一雄がプロデューサーを務めた『重甲ビーファイター』の主題歌・挿入歌を歌うことになった[8]。
- 『救急戦隊ゴーゴーファイブ』では、歌唱イベントなどの予定がなかったため、自ら後楽園ゆうえんちに連絡し、東映プロデューサーの日笠淳の許可も得てショーに参加していた[8]。
- 松原剛志も参加していたオーディション[9]で歌うことが決まった『仮面ライダーアギト』の主題歌「仮面ライダーAGITO」の収録は2000年12月27日（水）に東京・市ヶ谷にある一口坂スタジオの第3スタジオで行われたが、作詞の藤林聖子が「こんなに早く終わった収録はない」と驚くほどスムーズに収録は終わったという[10]。
- 仮歌シンガーとしても数多くの仮歌を吹き込んでおり、『百獣戦隊ガオレンジャー』OP主題歌の仮歌を担当した[11]（『仮面ライダーアギト』が先に決まったため、仮歌のみとなった）。また氷川きよしの仮歌シンガーも務めている[12]。
- 好きな言葉は「Be positive!!」で[13]、「positive」という言葉は自身のセカンド・アルバムにも使われている。

### 交友関係
- スタジオヴォーカリスト仲間の風雅なおととの共演が多く、彼からは「息子さん」と呼ばれている。

## 主な出演作品

### テレビアニメ
- 赤ずきんチャチャ（バリキマッス・ルー/1994年）
- ビックリマン2000（刺客花瓶/1999～2001年）
- 時空冒険記ゼントリックス 第17・21話（ジョン・ルーク/2002年）
- ななみちゃん（スティーブ・ソンダーソン/2004～2009年）

### 劇場アニメ
- ゼノ かぎりなき愛に（アメリカ兵役/1999年5月15日公開）

### OVA
- CBキャラ 永井豪ワールド（ゲッターロボ、デーモン隊E/1990年）
- バビル2世（ウォン/1992年）
- T-REX（1997年）

### ゲーム
- 業界蟻地獄 ヤクザ編・看護婦編
- トリックスター ～召喚士になりたい～（ウィスタリア、ルーイン、グレーアン）

### ドラマCD
- しあわせのかたち 番外編（イシハリャン･シンイブチン/1991年）
- 今賀瞬 - バーストマン愛しのソングブックVol.1（1992年）
- おしゃれマル秘セッション番外篇〜平和自動車教習所 昼下がりのクランク（1993年）
- ラジオ英雄伝青春ラジメニア VS 大アニメ博覧会（1994年）
- 真説サムライスピリッツ 武士道烈伝 ドラマCD（邪神アンブロジャ, 火の狐/1997年）
- ストリートファイターEX2 ドラマCD（カイリの父/1998年）
- 千葉繁のスパイラルワールド / ノアの子守唄（石原/1999年）
- 16-sixteen-2nd（ナレーション/2004年）
- グラビテーション ドラマCD Vol.1～3（アーク/2004年）

### 吹き替え

#### 映画
- ジャングル・ブック（キング・ルーイ/1994年・ブエナビスタ版）[14]
- ナイトメアー・ビフォア・クリスマス（ウェアウルフ/1994年）
- ペンギン物語〜きらきら石のゆくえ〜 （ヒュービー/1995年）
- マーズ・アタック!（トム・ジョーンズ/1997年・ソフト版）
- 101匹わんちゃんII　パッチのはじめての冒険（挿入歌「町のクルエラ」/2002年）
- ブラザー・ベア（挿入歌「ようこそ」/2004年）
- オープン・シーズン（挿入歌「I BELONG」/2006年）
- 魔法にかけられて（コーラス/2008年）
- 塔の上のラプンツェル（ビッグノーズ/2011年）
- ロラックスおじさんの秘密の種（コーラス/2012年）
- インサイド・ヘッド（男性歌手/2015年）
- ジャングル・ブック（キング・ルーイ/2016年）
- きかんしゃトーマス 走れ!世界のなかまたち（ディーゼル(歌のみ)/2017年）
- モアナと伝説の海（村人たち(コーラス)/2017年）[15]
- きかんしゃトーマス Go!Go!地球まるごとアドベンチャー（ディーゼル/2019年）
- アラジン（コーラス/2019年）[16]
- ライオン・キング（コーラス/2019年）[17]
- マペットのホーンテッドマンション（コーラス/2021年）
- ピーター・パン&ウェンディ（コーラス/2023年）
- インサイド・ヘッド2（2024年）[18]
- モアナと伝説の海2（2024年）[19]
- ライオン・キング:ムファサ（2024年）[20]
- 白雪姫（2025年）[21]

#### アニメ
- フィリックスの大冒険（ナレーション/1990年）※須釜重美・佐々木菜摘と共に構成・台本も担当
- 新くまのプーさん（主題歌/1992年）
- 新くまのプーさん メディアミックス版（主題歌/1994年）
- ハウス・オブ・マウス（主題歌「ここはHouse of mouse」/2002～2003年）
- ハウス・オブ・マウス 第3話（ビッグ・バッド・ウルフ・ダディ(歌)/2002～2003年）

- ハウス・オブ・マウス 第18話（キング・ラリー/2002～2003年）
- くまのプーさんのバースデイ・パーティー（DVD主題歌/2003年）
- クワック・パック（主題歌/2007年）
- フィニアスとファーブシーズン1 第13話（挿入歌「Truck Drivin' Girl」/2008年）
- ラマだった王様 学校へ行こう! 第33話（ダーク・ブロック/2008年）
- おさるのジョージ 第69、94話（トゥーツ/2009、2013年）
- おさるのジョージ 第81、139、165話（歌/2011、2020、2021年）
- おさるのジョージ 第177話（ジョン/2022年）
- ハイ・ホー7D（ごきげん(歌)/2014年 - 2017年）
- アバローのプリンセス エレナ 第8話（ラーズ/2016年）
- ちいさなプリンセス ソフィア 第85話（歌/2017年）
- ちいさなプリンセス ソフィア 第98話（船長/2017年）
- ラプンツェル ザ・シリーズ（ビッグノーズ/2017年）
- きかんしゃトーマス シーズン23 第10話（ディーゼル(歌のみ)/2020年）
- ライオン・ガード シーズン3（挿入歌(第17話)・ED「おたけびのちから」/2020年）
- おさるのジョージ 第177話（ジョン/2022年）

#### ドラマ
- 不思議なオパール （主題歌/1999年）

#### その他
- ディズニー アニマルワールド（OP/2004年）
- PANWAPA（モンスターのアジボ/2008年）

### 実写
- 君の瞳をタイホする!（1988年放送）第5話出演
- 南部鼻まがり（1988年12月20日放送・ビデオ作品）
- 詩城の旅びと（1989年放送） 第1、3、5話出演
- トーキング・ヘッド（1992年公開の日本映画・河合役）
- もしも願いが叶うなら（1994年放送）第9話出演
- 救急戦隊ゴーゴーファイブ（1999〜2000年放送）第45話ゲスト出演
- わたし旦那をシェアしてた（2019年放送）第6話
- #平成最後映画「時間泥棒-The Time Thief or the Story of the End of an Era-」（2019年公開の日本映画）
- 由宇⼦の天秤（2020年公開の日本映画）

### テレビ番組
- 題名のない音楽会「『ひらり』の音楽的考察」（1993年3月28日(日)）
- バラエティーざっくばらん 新装開店！今夜から生放送（1995年4月4日）
- NHK BS2 「土曜シアター ミュージカル『天翔ける風に』」（2001年11月3日）
- NHK BS2「深夜劇場へようこそ 舞台『天翔ける風に』」（2006年2月13日）
- キングラン アニソン紅白2009（2009年12月31日）
- 熱中スタジアム 特撮ソング（前編）＆着ぐるみ （2010年5月14日）
- キングラン アニソン紅白2010（2010年12月31日）
- さんまのSUPERからくりTV 第8回芸能人替え歌王決定戦SP（2011年6月26日）
- 第4回「キングラン Presents アニソンキング」（2012年12月31日）
- フジテレビ「誰も知らなかった! 東京ディズニーランド30年」（2013年7月20日）
- テレビ朝日「玉の輿に乗ったのに、その後どん底に落ちた女たちSP」（2014年6月2日）
- NHK BSプレミアム「新・BS日本のうた」（2015年8月9日）
- NHK BSプレミアム「新・BS日本のうた選『春らんまん！女だらけの名人戦！』」（2017年3月19日）
- ゴッドタン新春SP 芸人マジ歌選手権（2018年1月1日）
- 24時間テレビ「エンタで24時間」陣内智則 鼻歌検索（2020年8月23日）
- NHK BSプレミアム「新・BS日本のうたSP『作曲家吉田正 生誕百年記念コンサート!橋&吉永』」（2021年8月15日）

### MV
- 谷本貴義ミュージッククリップ『ARIGATOU』（2022年12月18日）

### 舞台
- 劇団バーストマン公演作品（1985～2000年） - 多数出演
- 「ベント」（1986年7月4～27日、8月2,3日） - 衛兵役
- 千葉繁プロデュース公演「殺人鬼幻想」（1987年7月23～26日） - K役
- ブロードウェイ・ミュージカル 「GOLDEN BOY」（1987年9月12日〜10月14日） - ドレイク役
- ブロードウェイ・ミュージカル「シティ・オブ・エンジェルズ」(1992年9月2～27日、10月5～28日） - エンジェル・シティ・４[バリトン]、マダム役
- 劇団後藤組 第13回公演 ミュージカル「いとしのリリー」（1993年1月28～31日） - 高倉ケン役
- 劇団後藤組 第15回公演 ミュージカル「いとしのリリー浅草編」（1993年12月17～19日） - 高倉ケン役
- 天狼プロダクション第1回製作作品 平安朝ミュージカル「いずみ!!」（1994年5且26～31日） - 弾正宮為尊親王役、帥宮敦道親王役
- 天狼プロダクション第2回製作作品 ミュージカル「いとしのリリー浅草編'94」（1994年9月7～10,14,16,18～21,23日） - 高倉ケン役
- 天狼プロダクション第4回製作作品 ハイパー・ミュージカル「ペンギン！」（1995年5月20～28日） - アントニオ沢田こと沢田健一役
- 音楽座ミュージカル「星の王子様」（1995年10月6～22日） - 飛行士役
- 天狼プロダクション第6回製作作品 お耽美スラプスティック・ミュージカルコメディ「ヴァンパイア・シャッフル」（1996年5月3～12日） - サム・ボガード役
- おっぺれった 第2回大阪公演 歌謡サスペンス？コメディ「恋はコソっと♡」（1998年2月7,8日） - 客演
- Breakthrough Musical「RENT」（1998年9月24～10月4日,10月9日～11月1日、11月20～12月6日、12月9～11日、12月19,20日） - コリンズ役
- 天狼プロダクション第10回公演 天狼爆笑サイバーミュージカル「隣の宇宙人」（1999年4且17～22日） - マイアサウラ・ヘロム役
- Breakthrough Musical「RENT」（再演/1999年9月17,18日、9月22,23日、10月7～17日、10月21～11月7日） - コリンズ役
- おっぺれった「ちょっとノゾいてみてごらん」（2000年6月19～25日） - ゲスト
- JASRAC文化事業「ミュージカルオブモーツァルト“アマデウスがやって来た”」（2001年2月27日、7月27,29日、2003年3月23,29日、2004年3月31日、4月2,4日、2005年4月3,5日、2006年12月10,24日、2007年12月2,16日、2009年3月21,28日） - 出演
- 天狼プロダクション第13回公演「新撰組大変記 -夢幻伝説-」（2001年5月3〜9日） - 芹沢鴨の地縛霊役（特別出演）
- TSミュージカル「天翔ける風に」（2001年7月11〜13・17～24日） - 甘井聞太左衛役
- TSミュージカル「Dawn -ドーン・夜明け-」（2001年11月8～17・25～29日） - 出演
- 「RENT Gala The Concert Selections from RENT The Musical by Jonathan Larson」（2002年1月16〜19日、25〜26日）
- T2project「BROKEN HEART 2003」（2003年1月8～13日） - 佐海役
- ブロードバンドシアター第2弾 ミュージカル「MASK of LOVE」（2003年9月18～30日） - 出演
- 天狼プロダクション第15回公演「タンゴ・ロマンティック」（2003年12月5～7日） - 剣崎譲介役
- 狂風記（2004年1月30日～2月11日） - 劇中歌「魔風のロック・ソロ」を歌唱
- 「だみ声まつりvol.2〜真夏の狂想曲（ソナタ）」（2004年8月21～23日） - 作・演出・出演
- 天狼プロダクション第16回公演「タンゴ・ロマンティック」（再演/2004年10月6～10日） - 剣崎譲介役
- 「BAT BOY THE MUSICAL」（2005年2月23日～3月6・8～12日） - ディロン、ロイ、医師、ハイタワー牧師、動物、保健局係官役
- 「だみ声まつりエピソード3〜Shll We WARS!?ダミの復讐」（2005年8月18～21日） - 作・演出・出演
- ZeroProject第10回プロデュース公演「リズミックタウン」（2005年12月7～11日） - 出演
- 「BAT BOY THE MUSICAL」（再演/2006年1月13・15・17～19・21・23～25・27～29・31日） - ロイ、テーラー夫人、ハイタワー牧師、狼、保健局係官役
- T2project「MESSAGE」（2006年3月8～12日） - 武夫役
- 「だみ声まつりエピソードIV〜ダミンチコード 人類最大の謎に挑む!」（2006年8月10～13日） - 作・演出・出演
- Professional-dreamers「With You」（2006年10月4～8日） - 神崎ヒロシ役
- 劇団わらび座ミュージカル「小野小町」（2007年4月14日〜6月2日） - 深草少将役
- ミュージカル・ガラ「GENERATIONS LIVE & EVENT」（2007年7月28,29日） - 出演・構成・演出・音楽監修
- 「第5回 2007 だみ声まつり ファイナル! 犬だみ家の一族」（2007年8月2～5日） - 作・演出・出演
- ブロードウェイ・ミュージカル「PIPPIN」（2007年10月4～14日） - カール大帝役
- チャーリーズヘンジェル（2008年8月21～24日） - 作・演出・出演
- おっ、ぺれった（人知れず）20周年記念公演「ちょっとノゾいて見てごらん2008」（2008年10月11～19日） - ゲスト出演
- チャリーズヘンジェル 第二弾（2009年8月21～23日） - 作・演出・出演
- ブロードウェイ・ミュージカル「アプローズ 〜映画『イヴの総て』より〜」（演劇鑑賞会向け公演/2010年1月8日〜3月7日、2011年1月15日～3月7日、8月31日～10月4日） - ビル・サンプソン役
- チャリーズヘンジェル 第三弾（2010年8月27～29日） - 作・演出・出演
- 劇団Nom'bオリジナルミュージカル「准教授 桃田朗 ～お腰に付けた正義感、一つ私に下さいな～」（2011年5月10～15日） - 出演・脚色・スーパーバイジング
- チャーリーズヘンジェル「チャーリーズヘンジェル外伝」（2011年8月25～28日） - 出演・脚本・演出
- 雑司ヶ谷 鬼子母神武芳稲荷 紬の会主催「オクトの樹」（2012年5月2〜5日） - 演出・音楽監督・歌唱指導・特別出演
- ブロードウェイ・ミュージカル The Dusty Walls「ペテン師と詐欺師」（2013年4月6～13日） - 主演・ローレンス・ジェームソン役・訳詞・歌唱指導
- ミュージカル座「プロパガンダ・コクピット」（2014年1月22〜26日） - じいちゃん役
- ミュージカル座「アイランド」（2014年6月10～15日） - アグウェ役
- 松下卓也プロデュース公演「ダウンライトの真贋」（2014年11月7～16日）
- ミュージカル座「タイム・フライズ」（2014年12月18～23日・2018年4月26～29日） - 五十嵐大作役
- みぎわ翔プロデュース公演「ラン・フォー・ユア・ワイフ」（2015年4月3～5日） - ジョン・スミス役
- ミュージカル座「アイランド」（再演/2015年5月7～12日） - アグウェ役
- ミュージカル座「ロイヤルホストクラブ」（2015年10月29日～11月1日） - 大海原裕次郎役
- ブロードウェイ・ミュージカル「Violet」（2016年5月12～16日） - 牧師役
- ミュージカル座「RANGER レンジャー」（2016年10月20～23日） - 増尾芳也役
- アフリカ座第10回公演「平成戦士 デモクラッシャー～立てよ、日本人～」（2016年11月29日～12月5日）
- T1project「Musical 素敵な世界」（2017年3月29日～4月2日） - 栗岡龍象役
- アフリカ座「三國志」 （2017年7月5～9日） - 諸葛亮孔明役
- RAINBOW-STUDIO シアター・カンパニー第3回公演 オペラ「魔笛」（2017年9月30日～10月2日） - 弁者役
- ミュージカル座「タイム・フライズ」（再演/2018年4月26～29日） - 五十嵐大作役
- アフリカ座第14回公演「伏魔八犬伝」（2018年12月10,11日） - ゲスト出演
- T1project「Musical 幸せな時間」（2019年2月28日～3月5日） - 出演
- ミュージカル座「ハートスートラ」（2019年5月22～26日） - 主演・舎利子役
- マルガリータ企画 舞台「マルガリータピザ1st cut『シャンタンスープ』」（2019年9月19～23日） - 中嶋役（特別友情出演）
- WAOproduce.1「MEGA Numbers」（2019年12月12,13,16日） - 特別出演
- ミュージカル・ギルドq.第16回公演「Last Shangri-La」（2020年2月20日～3月1日） - 根岸三郎役
- ゆめともカンパニー旗揚げ公演 オリジナルミュージカル「Zoo!」（2020年9月19～21日） - ライオン役（特別出演） ※新型コロナウイルス感染拡大を防ぐ為公演中止
- ミュージカル・ギルドq.第19回公演「BRAVE HEART ～真実の扉を開け～」（2021年4月7～10日） - 村井正嗣役
- 青少年舞台芸術振興公演 ミュージカル『ALONE』（2021年7月22日） - ゲストアーティスト
- 虹のくにミュージカル 15周年記念公演 ミュージカル『ALONE 青い鳥のくれた贈り物』（2021年12月27日） - ゲスト俳優
- ミュージカル「ボニー&クライド」（2025年3月10日〜5月11日）[22][23]

### ラジオ
- TOKYO-FM「千葉繁のスパイラルワールド」
- 超！A&G＋「東京国際アニメフェア2012 超!ステーション-東京国際アニメフェア公式ラジオ番組-」（2011年5月22日）
- 浅岡雄也presents「キミガセカイヲカエテユク」第32回(2012年8月7日)
- 超！A&G＋「のざP・松永真穂のライブドッグ!」（2013年1月27日）
- 「ショッカーO野の秘密基地へようこそ!!」第66回（2013年3月27日）
- 「市政情報マイシティむさしの」（2013年5月14日）
- 「軽茶しんどろ〜む」第83、84回（2014年5月）
- 市川うららFM「特撮ラジオ 略して『トクラジ』」第71、72回（2019年3月2、16日）
- レインボータウンFM「泉水いづみのねばる門には福来る〜東京発信 茨城大陸〜」電話ゲスト（2020年5月25日(月)）
- たかはぎFM「泉水いづみのねばる門には福来る〜東京発信 茨城大陸〜」電話ゲスト（2020年5月27日(水)）※上記の再放送枠

### ライブイベント
- AKINA INDEX-XXIII The 8th Anniversary（1989年4月29・30日）※コーラスで参加

- ソロライブ
  - SHINICHI ISHIHARA IN CONCERT '92 Live Conscious（1992年3月23～25日、4月24・26日）
  - SHINICHI ISHIHARA IN CONCERT TOUR '93 Virtual Sublimity Tour（1993年10月9～11・16・17日、12月29・30日）
  - SHIN×ICHI ISHIHARA ACOUSTIC LIVE'96「空と星と月と」（1996年10月5・6日/八ヶ岳高原音楽堂）
  - SHIN×ICHI ISHIHARA ACOUSTIC LIVE'97「'm gonna keep on singing to you.」（1996年10月25・26日/八ヶ岳高原音楽堂）
  - SHIN×ICHI ISHIHARA LIVE 2000「White Night Live in 八ヶ岳 2000」（2000年2月5・6日/八ヶ岳高原音楽堂）
  - 石原慎一Birthday Live（2002年〜）
- スペースワールド カウントダウンイベント（1993年12月31日/1999年12月31日）
- ANIME JAPAN FES
  - スーパーヒーロー魂
    - AJF1999スーパーヒーロー魂 '99“見参”（1999年8月14日）
    - スーパーヒーロー魂'99 ツアー
      - 名古屋公演（1999年11月10日）
      - 大阪公演（1999年11月11日）
      - 東京公演（1999年11月14日）

    - スーパーヒーロー魂2000“冬の陣”
      - 大阪公演（2000年11月26日）
      - 東京公演（2000年12月3日）

    - AJF2001 スーパーヒーロー魂2001（2001年8月11日）
    - スーパーヒーロー魂2001“冬の陣”
      - 東京公演（2001年12月2日）

    - メタルヒーロー魂 祝メタルヒーロー20周年記念!!（2002年8月9日）
    - AJF2003 スーパーヒーロー魂2003（2003年8月16日）
    - AJF2004 スーパーヒーロー魂2004 “夏の陣”（2004年8月14日）
    - AJF2007 スーパーヒーロー魂2007 “夏の陣”（2007年8月18日）
    - AJF2008 スーパーヒーロー魂2008 “夏の陣”（2008年8月16日）
    - AJF2009 スーパーヒーロー魂2009 “夏の陣”（2009年8月15日）
    - AJF2010 スーパーヒーロー魂2010 “夏の陣”（2010年8月14日）
    - AJF2011 スーパーヒーロー魂2011 “夏の陣”（2011年8月13日）
    - AJF2012 スーパーヒーロー魂2012“夏の陣”（2012年8月11日）
    - アニメジャパンフェス“冬の陣”2013特別公演 メタルヒーロー魂2013（2013年1月6日）
    - AJF2015 スーパーヒーロー魂2015“夏の陣”（2015年8月15日）
    - AJF2017 ウルトラマン魂2017“夏の陣”（2017年8月11日）
    - AJF2017 スーパーヒーロー魂2017“夏の陣”（2017年8月12日）
    - スーパーヒーロー魂2022（2022年8月13日）

  - スーパー戦隊“魂”
    - スーパー戦隊“魂”2004（2004年11月29日）
    - スーパー戦隊“魂”III 2008
      - 20世紀編（2008年11月29日）

    - スーパー戦隊“魂”IV 2010
      - 大阪公演（2010年11月14日）

    - スーパー戦隊“魂”VI 2012
      - 東京公演（2012年10月7日）
      - 大阪公演（2012年11月3日）

    - スーパー戦隊“魂”VII 2013
      - 東京公演 20世紀編（2013年11月3日）

    - スーパー戦隊“魂”IX 2015
      - 東京公演 2日目（2015年11月8日）

    - スーパー戦隊“魂”X 2016
      - 東京公演 20世紀編（2016年11月6日）
      - 大阪公演（2016年11月27日）

    - スーパー戦隊“魂”XI 2017
      - 東京公演 20世紀編（2017年11月5日）

    - スーパー戦隊“魂”XII 2018
      - 東京公演 2日目（2018年11月4日）

    - スーパー戦隊“魂”XIII 2019
      - 東京公演 1日目（2019年11月3日）

    - スーパー戦隊“魂”2020
      - 20世紀編（2020年11月1日）

    - スーパー戦隊“魂”2021
      - 1日目（2021年11月6日）

    - スーパー戦隊“魂”2022
      - 東京公演 1日目（2022年11月5日）

    - スーパー戦隊“魂”2023
      - 東京公演 20世紀編（2023年11月5日）

  - スーパーロボット魂
    - スーパーロボット魂2013“春の陣”
      - 東京公演 二日目（2013年4月29日）

  - ANIME JAPAN FES 2004 アニたまLIVE in AJF2004（2004年8月15日）
- 石井一孝 Summer Live At shinokubo R's Art Court（2003年8月23日）※コーラス参加
- アニマックスサマーフェス2005（2005年7月9日）
- 2006 アニソンカーニバル in UENO（2006年7月28日）
- 340スズキpresents「歌祭6〜石原慎一の巻〜」（2008年12月12日）
- 仮面ライダー 10th Anniversary Project MASKED RIDER LIVE&SHOW 〜十年祭〜（2009年06月29日）
- Anime Friends
  - Anime Friends 2009（2009年7月10〜12、17〜19日）
  - Anime Friends 2010（2010年7月9〜11、15〜18日）
  - Anime Friends 2013（2013年7月11～14、18日～21日）
- Anime Family 2010（2010年12月4、5日/with美郷あき）
- 石原慎一クリスマスコンサート with G（2010～2013年）
- 〜東日本大震災チャリティアニソンコンサート〜(AnimeSong)Smile アニソンで できることをしたいだけ（2011年6月3日）
- 仮面ライダー40周年記念 水木一郎シークレットライブ with 宮内洋・石原慎一（2011年6月16日）
- 340プレゼンツ 「特歌祭13〜サマーフェスティバル〜」（2011年07月29日）
- 参匹の侍LIVE（2011年10月15日）
- 340 presents 「石山祭」（2012～2016年）
- 彦星の咆哮（2013年～）
- 石原慎一 フードコートライブ in アリオ川口（2018年8月24日）
- 第40回小梨市民センター地区民祭（2018年11月11日）
- 宮内タカユキ＆石原慎一　魂の叫び（2018年11月18日）
- 原田篤 Produce「特ソン ディスコ」in 宇都宮（2018年11月23日）
- 九美ちゃん慎ちゃんのハートフル・シーズン Vol.2（2018年12月1日）
- 破牙神ライザー龍 スーパーライブ2018（2018年12月5日）※サプライズミニステージで出演
- 超英雄祭 KAMEN RIDER×SUPER SENTAI LIVE&SHOW 2019（2019年1月23日）
- 二世タレントコンサート vol.2 ～七光り～ ザ・セブンスターズ!!（2019年8月28日）※構成演出・司会

ほか多数

### ディズニーリゾート
- 東京ディズニーランドアトラクション
  - 『魅惑のチキルーム：スティッチ・プレゼンツ “アロハ・エ・コモ・マイ!”』2008年～（ハウオリの声）
- 東京ディズニーランドエンターテイメント
  - 『ワンマンズ・ドリームII -ザ・マジック・リブズ・オン-』2004～2019年（キングルイの声）
  - 『ミッキーのマジカルミュージックワールド』2021年～（キングルイの声）
- 東京ディズニーランドスペシャルイベント
  - 『クリスマス・ファンタジー2003/ミッキーのメリークリスマス』2003年（ルドルフの声）
  - 『バズ・ライトイヤー 夏の大作戦』2004年（Zurg's Attack／ザーグ登場 SC歌唱パート）
  - 『クリスマス・ファンタジー2004/ミッキーのクリスマスプレゼント』2004年（ルドルフの声
- 東京ディズニーシースペシャルイベント
  - 『ディズニー・リズム・オブ・ワールド』2004年（MC）
  - 『ディズニー・リズム・オブ・ワールド2005』2005年（MC）
  - 『ディズニー・リズム・オブ・ワールド・ファイナル』2006年（オープニングナレーション、MC）
  - 『東京ディズニーシー・スプリングカーニバルプリマヴェーラ』2007年（MC）
- 東京ディズニーシーウォータープログラム
  - 『サマーオアシス・スプラッシュ』2011〜2012年（歌）
- 東京ディズニーシー ディズニー・サマーフェスティバル
  - 『ミニーのトロピカルスプラッシュ』2013〜2016年（歌）

### 演出作品
- だみ声まつり（第2回目から参加）
  - 「だみ声まつりvol.2〜真夏の狂想曲（ソナタ）」（2004年8月21～23日） - 作・演出・出演
  - 「だみ声まつりエピソード3〜Shll We WARS!?ダミの復讐」（2005年8月18～21日） - 作・演出
  - 「だみ声まつりエピソードIV〜ダミンチコード 人類最大の謎に挑む!」（2006年8月10～13日） - 作・演出・出演
  - 「第5回 2007 だみ声まつり ファイナル! 犬だみ家の一族」（2007年8月2～5日） - 作・演出・出演
- 劇・火星開発事業団第四回公演「見果てぬ夢」（2006年4月29,30日） - 演出
- Stinky Project第2回公演「情熱の嵐」（2006年11月10～13日） - 作・演出
- 劇・火星開発事業団第五回公演「紫陽花の雨は涙」（2007年6月9,10日） - 作・監修
- ミュージカル・ガラ「GENERATION LIVE & EVENT」（2007年7月28,29日） - 出演・構成・演出・音楽監修
- 劇・火星開発事業団第六回公演「誰かが誰かを愛してる」（2008年3月14,15日） - 演出
- Stinky Project第4回公演「秋桜〜コスモス〜」（2008年11月20～24日） - 脚本・演出
- ミュージカル「絆 -少年よ大紙を抱け-」（2010年11月18～23日） - 歌唱指導
- ミュージカル「絆2011 -少年よ大紙を抱け-」（2011年11月10～15日） - 歌唱指導
- 劇団Nom'bオリジナルミュージカル「准教授 桃田朗 ～お腰に付けた正義感、一つ私に下さいな～」（2011年5月10～15日） - 出演・脚色・スーパーバイジング
- チャーリーズヘンジェル「チャーリーズヘンジェル外伝」（2011年8月25～28日） - 出演・脚本・演出
- Stinky Project第7回公演「劇場～Ｂ面で恋をして2011～」（2011年11月15～20日） - 作・演出
- 雑司ヶ谷 鬼子母神武芳稲荷 紬の会主催「オクトの樹」（2012年5月2〜5日） - 演出・音楽監督・歌唱指導・特別出演
- Seiren Musical Project第28弾公演「New York Trilogy『Avenue Q』」（2012年12月3〜16日） - 演出・訳詞・翻訳
- Seiren Musical Project第31弾公演「34丁目の奇跡」（2013年12月25～29日） - 歌唱指導
- Seiren Musical Project第36弾公演「プリンス・オブ・デビル ～姫を探せ！～」（2015年9月2～6日） - 演出
- ウェスタ川越夏祭り 「アニソンヒーローズ -The Legend-」（2016年7月31日） - 企画・構成・演出・プロデュース
- 絆 Blue 第一弾作品「Just do it! ～やるっきゃない!～」（2017年4月11～16日/6月27日～7月2日） - 歌唱指導
- トイ・ストーリー4（2019年） - 日本語吹き替え版音楽演出
- ベイマックス ザ・シリーズ（2018～2021年） - 日本語吹き替え版音楽演出（シーズン2からクレジットに記載）
- スパイディとすごいなかまたち（2021年） - 日本語吹き替え版音楽演出
- ロン 僕のポンコツ・ボット（2021年） - 日本語吹き替え版音楽演出

## 歌手活動

### 特撮
- スーパー戦隊シリーズ
  - 「タックル!ターボラガー」（高速戦隊ターボレンジャー挿入歌/1989年）
  - 救急戦隊ゴーゴーファイブ（1999年）
    - 「救急戦隊ゴーゴーファイブ」（OP主題歌）
    - 「Go!ファイブ Go!ファイト」（挿入歌）
    - 「超巨大ロボ!! グランドライナー」（挿入歌）
    - 「FATEST&GREATEST」（挿入歌）
    - 「流星合体!!ビクトリーマーズ」（挿入歌）

  - 「百獣合体!ガオキング」（百獣戦隊ガオレンジャー挿入歌/2001年）※コーラス参加(歌：水木一郎)
  - 「俺流!!ゲキバイオレット」（獣拳戦隊ゲキレンジャー挿入歌/2007年）
  - 炎神戦隊ゴーオンジャー（2008年）
    - 「炎神合体!エンジンオー」（挿入歌）
    - 「炎神合体!エンジンオー-POWER G-MIX-」（挿入歌リミックス）

  - 宇宙戦隊キュウレンジャー（2017年）
    - 「伝説のホウオウソルジャー」（挿入歌）
    - 「巨大宇宙戦艦バトルオリオンシップ」（挿入歌）※Project.R(石原慎一、NoB、高取ヒデアキ、うちやえゆか)名義

  - 「READY GO! キシリュウオー」（騎士竜戦隊リュウソウジャー挿入歌/2019年）
- ウルトラシリーズ
  - 「ダイナの赤い輝きに」（ウルトラマンダイナ挿入歌/1997年）
  - 「ULTRA SEVEN 99」（ウルトラセブン1999最終章6部作挿入歌、ウルトラセブン誕生35周年“EVOLUTION”5部作ED主題歌/1999年）※コーラス参加(歌：佐々木功)
- メタルヒーローシリーズ
  - 重甲ビーファイター（主題歌・挿入歌を全曲一人で歌唱/1995年）
    - 「重甲ビーファイター」（OP主題歌）
    - 「地球孝行」（ED主題歌）
    - 「出撃!ビートマシン」（挿入歌）
    - 「この星のためならば」（挿入歌）
    - 「今こそ勝利を」（挿入歌）
    - 「進め!昆虫戦士」（挿入歌）
    - 「しあわせはいつも遅れて来るから」（挿入歌）
    - 「戦士たちよ」（挿入歌）
    - 「黒き十字架 BLACK BEET.」（挿入歌）
    - 「戦え!!メガヘラクレス」（挿入歌）

  - ビーファイターカブト（1996年）
    - 「両手で抱きしめたい」（挿入歌）
    - 「Wake up justice」（挿入歌）
    - 「GET READY! NEO BEETMACHINE!」（挿入歌）
    - 「VS.ビーファイター 〜邪悪な一族の野望〜」（挿入歌）
    - 「無敵のフォーメーション!ビーファイター!」（挿入歌）
    - 「幾千の光集まる時〜大甲神カブテリオスのテーマ〜」（挿入歌）
    - 「恐怖の軍団」（挿入歌）

  - 「哀愁ワンダフルバウ!」（テツワン探偵ロボタック挿入歌/1998年）
- 仮面ライダーシリーズ
  - 仮面ライダーアギト（2001年）
    - 「仮面ライダーAGITO」（前期OP主題歌）
    - 「仮面ライダーAGITO ～24.7 version～」（後期OP主題歌）
    - 「MACHINE TORNADER」（挿入歌）
    - 「Burnin' your heart」（イメージソング）

  - 「Dead or alive」（仮面ライダー555第1期挿入歌(エンディングテーマ)/2003年）
  - 「大切な宝物」（仮面ライダー剣挿入歌/2004年）※本編では俳優の藤間宇宙が歌唱
  - 「仮面ライダー平成ジェネレーションズ FOREVER メドレー D.A. RE-BUILD MIX」（平成仮面ライダー20作記念 仮面ライダー平成ジェネレーションズ FOREVER主題歌/2018年）※「仮面ライダーAGITO」をリミックスして使用
- 武蔵忍法伝 忍者烈風（2015年～）
  - 「戦いの果てに」（第3期ササヅカイン編挿入歌/2017年）
  - 「武蔵忍法伝 忍者烈風」（第9期OP主題歌/2024年）

### アニメ
- 「オン・シュラ・ソワカ」（天空戦記シュラト挿入歌/1989年）
- ウルトラシリーズ
  - ウルトラマンUSA（1989年）
    - 「時の中を走りぬけて」（ED主題歌）
    - 「スカイ・ハイ・ヒーロー」（イメージソング）

  - 「day by day〜大人になったら〜」（ウルトラマンキッズ 母をたずねて3000万光年挿入歌/1991年）※永衣志帆とのデュエット
- 強殖装甲ガイバー（1989年）
  - 「強殖装甲ガイバー」（OP主題歌）
  - 「道標-異形の天使」（ED主題歌）
- 変幻退魔夜行 カルラ舞う! -仙台小芥子怨歌-（1990年）
  - 「舞い翔べカルラ!」（OP主題歌）
  - 「UNKNOWN HERO」（挿入歌）
- 「俺がこの世の主人公」（CBキャラ 永井豪ワールド主題歌/1990年(OVA)）※未CD音源化
- ドラゴンボールZ（1989～1996年）
  - 鳥山明THE WORLD ドラゴンボールZ 地球まるごと超決戦（1990年7月7日）
    - 「ここにおいでよ」（イメージソング）

  - ヒット曲集(イメージソング)（1990年12月21日〜）
    - 「蟻地獄」
    - 「機械のように…-バトリングマシン-」
    - 「WARNING OF DANGER…警告…」
    - 「SWEET LOVELY MIDNIGHT…月の裏側…」
    - 「EなE」（石原慎一&YUKA）
    - 「アクアリウムの夜」（石原慎一&CHIHO）
    - 「Cool Cool ダンディ」
    - 「挑戦状」
    - 「僕は、まっすぐ 道は、まっすぐ」
    - 「Jokeぐらい言わせろよ…」
    - 「魔人ブウの悲劇」
    - 「BATTLE SPECTACLE MEDLEY」（影山ヒロノブ,佐藤有香,石原慎一名義）
    - 「君の空へ」（影山ヒロノブ, 石原慎一, KUKO & FRIENDS名義）
    - 「Growin' Up いつかまた逢える日まで…」（影山ヒロノブ&Team"DBZ"(KUKO, Yasumi, 岩永雅子, 石原慎一)名義）
    - 「Cool Cool ダンディ(REMIX 2006 1/2 ver.)」
    - 「君の空へ(REMIX 2006 1/2 ver.)」（影山ヒロノブ, 石原慎一, KUKO, YUKA & FRIENDS名義
- 宇宙の騎士テッカマンブレード（1992年）
  - 「虚空の翼」（挿入歌）
  - 「追憶の戦士」（挿入歌）
- 紅いハヤテ（1992年）
  - 「幻想地帯」(ED主題歌)
  - 「風に抱かれて」（イメージソング）
- バビル2世（1992年(OVA)）
  - 「バビル/孤独のモニュメント」（ED主題歌1）
  - 「使命-MISSION-」（ED主題歌2）
  - 「砂嵐の子守歌」（挿入歌）
  - 「砂嵐の子守歌(1992ヴァージョン)」（挿入歌）
  - 「風の刹那」（挿入歌）
- 「岩男の歌」（銀河の魚 URSA minor BLUE挿入歌/1993年）
- 「愛のエチュード」（美少女戦士セーラームーンSイメージソング/1994年）※かわいゆうことのデュエット
- 「戦え! レッドバロン」（レッドバロン主題歌/1994年）
- なんでもQ（1995～2006年）
  - 「飛べ飛べコウモリ」（なんでもQ あにまるQ挿入歌/1996～1998年）
  - 「ライオンのドンファン」（なんでもQ むしまるQ挿入歌/1997～1999年）※石原慎一,二又一成名義
- 勇者指令ダグオン（1996年）
  - 「炎の勇者! ファイヤーダグオン」（挿入歌）
  - 「Oh! My Dream」（ラジオドラマOP主題歌）
- 「蒼き狼たちの伝説」（銀河帝国の滅亡外伝 蒼き狼たちの伝説ED主題歌/1996年）

- 「君のそばに〜ボンバーマンの絵かきうた〜」（Bビーダマン爆外伝＆ボンバーマンイメージソング/1998年）
- 「My Old Town」（RED GARDEN第21話・挿入歌/2006年）※未CD音源化
- バンブーブレード（2007年）
  - 「超剣戦隊ブレードブレイバー」（挿入歌）
  - 「シナイダーの歌」（挿入歌）
- 「オレカ オマエカ 限界バトル!!」（オレカバトル主題歌/2014年）※コーラス参加(歌：串田アキラ)
- 「魔女の子守歌～歌は魔法」（映画プリキュアオールスターズ みんなで歌う♪奇跡の魔法挿入歌/2016年）※コーラス参加(歌：新妻聖子)

### ゲーム
- 「ドラゴンボールZ 真武闘伝」イメージソング「まひるの闇～Prince Of Darkness～」（1995年）
- 「ドラゴンボールZ 偉大なるドラゴンボール伝説」イメージソング「FIRE OF BLACK ～黒い炎～」（1996年）
- 「重装皇女メタルプリンセス」主題歌「重装皇女メタルプリンセスのうた」（2002年）
- pop'n musicシリーズ（家庭用版）
  - 「妖怪Zの唄」（[PS]pop'n music 4、pop'n music 5、pop'n music 6、[PS2]pop'n music Best Hits!、pop'n music 13 カーニバル）（※ナヤ〜ン・ブラザーズ・バンド名義）
  - 「今日も何処かでデビルマン」（[PS]ポップンミュージック アニメーションメロディ）※未CD音源化
  - 「キン肉マンGo Fight!」（[PS]ポップンミュージック アニメーションメロディ）
  - 「タイガーマスク」（[PS]ポップンミュージック アニメーションメロディ）
  - 「デビルマンの歌」（[PS]ポップンミュージック アニメーションメロディ）※未CD音源化
  - 「魔訶不思議アドベンチャー!」（[PS]ポップンミュージック アニメーションメロディ）
  - 「ビーマニ戦隊ポップンファイブ」（[PS]pop'n music 5、pop'n music 6）
  - 「ワルドック船長のブルース」（[PS2]pop'n music 11、pop'n music 12 いろは）（※ナヤ〜ン・ブラザーズ・バンド名義）
- コンパチヒーローシリーズ
  - 「Keep the Faith」（「グレイトバトル フルブラスト」ED主題歌）
  - 「Dead or TwinAlive」（「HEROES' VS」ED主題歌/鵜島仁文とのデュエット）
- 「DESTINY」（ぱちんこウルトラ6兄弟/2020年）

### イメージソング、その他
- ソルジャーボーイ オリジナル・アルバム（川原由美子・佐々木守原作イメージアルバム/LD32-5012(CD)/LB28-5012(レコード)/1986年3月20日発売）
  - 「NON-STOP」
  - 「LOVE SOLDIER」
- ボーイフレンド オリジナル・アルバム（惣領冬実原作イメージアルバム/LD32-5060(CD)/LB28-5060(レコード)/LC28-5060(カセット)/1987年12月5日発売）
  - 「SWEET SONG FOR YOU」
  - 「ALL OR NOTHING」
- 彼烈火（尾崎南原作イメージアルバム/LD32-5086(CD)/LB28-5086(レコード)/LC28-5086(カセット)/1988年11月6日発売）
  - 「彼烈火」
  - 「秘密のDOLL」
  - 「灼熱」
- アリーズ イメージアルバム（冬木るりか原作イメージアルバム/30CH-349(CD)/28CV-20(レコード)/28TC-20(カセット)/1989年3月21日発売）
  - 「BREAK THE LEGEND」
  - 「魂の叫び」
- コミックスオリジナル･アルバム「JOKER」（道原かつみ・麻城ゆう原作イメージアルバム/K32X-7136(CD)/K28G-7396(レコード)/K28H-4550(カセット)/1989年3月21日発売）
  - 「Moonligjt Misty Cat」（歌：石原慎一、木村真紀）
- 巴がゆく! Original Album（田村由美原作イメージアルバム/LD32-5106(CD)/LB28-5106(レコード)/1989年7月5日発売）
  - 「悩ましいほどジェラシー」
- オラトリオ・スケープ（沢田翔原作イメージアルバム/KICA-3/1990年2月5日発売）
  - 「WILD STATE-聖戦-」
- スーパーマリオブラザーズ・スペシャル（MECG-28003/1990年4月21日発売）
  - 「心はひとつブラザーズ」
  - 「風が教えてくれる」
  - 「迷宮の中の光」
  - 「1up!キノコRun away」（歌：石原慎一、坂本千夏）
  - 「人生いろいろゲーム」
- アリーズⅡ（冬木るりか原作イメージアルバム/TECD-30005(CD)/TETD-28005(カセット)/1990年6月21日発売）
  - 「アリーズ～星のめざめるまで～」（歌：川村万梨阿、石原慎一）

- 絶愛〜1989〜（尾崎南原作イメージアルバム/TYCY-5139/1990年7月25日発売）
  - 「絶愛-1989-」
  - 「野獣よ」
  - 「どうすればいい」
  - 「…何度も何度も…」
  - 「きずな」
  - 「もう届かないかもしれない人へ-」
- 光輪伝サムライトルーパー（鎧伝サムライトルーパードラマCD/1990年11月15日発売）
  - 「Fill in the Dream」
- ビックリマン 愛の戦士ヘッドロココ（藤井みどり原作イメージアルバム/PCCG-00136/1991年6月21日）
  - 「幾千の刻」
- 巴がゆく! オリジナル・イメージ・サウンドトラック（田村由美原作イメージアルバム/VICL-194/1991年9月21日発売）
  - 「巡礼者」
- エルデガイン～導きの神（円英智原作イメージアルバム/TOCT-6230/1991年9月27日発売）
  - 「君の宝物」
- BRONZE（尾崎南原作イメージアルバム・南條晃司名義/TYCY-5186/1992年1月29日発売）
  - 「Albinoid Junction」
  - 「夢の棘」
  - 「Endless Desire」
  - 「静止画〜STILL LIFE〜」
  - 「BRIDGE」
  - 「GIANT STEP」
  - 「BRONZE」
  - 「哀幻夜」
- ZETSUAI MEGAMIX 1992（「BRONZE」付属カセット・南條晃司名義/BTZ-0010）
  - 「ZETSUAI MEGAMIX 1992」
  - 「ZETSUAI MEGAMIX 1992 -English Version-」

- コミックスイメージ Compiler INTERPRETER（麻宮騎亜原作イメージアルバム/KICA-112/1992年7月4日発売）
  - 「JUDGEMENT」
- 今賀瞬〜バーストマン愛しのソングブックVol.1〜（1992年7月22日発売）
  - 「My Longest Summer」（歌：石原慎一、立木文彦）
  - 「覚悟の為のおんぶ紐」劇中歌「愛のテーマ」（歌：石原慎一、山田洋子）
  - 「ネギのマーチ」
  - 「夢を追いかけて」（歌：横内美智代、西村智博、立木文彦、玉川紗己子、石原慎一）
  - 「痔頃ー伝説のジゴロ・タートル石川に捧げるー」（歌：石原慎一、立木文彦、千葉繁、中村大樹、真砂勝美、伊崎寿克）
  - 「潤め鰯」劇中歌「CRAZY NIGHT 1999」
  - 「タートルの伝説～序曲タールへ」（歌：石原慎一、西村智博）
- オラトリオスケープ 黄金迷宮（沢田翔原作イメージアルバム/KICA-130/1992年11月21日発売）
  - 「未来へ」
- 人狼草紙 オリジナルアルバム（楠桂原作/PICA-1014/1993年5月25日発売）
  - 「人狼伝説 -人狼草紙 Openning theme-」
  - 「紅蓮」
  - 「遥なる時を越えて -人狼草紙 Ending theme-」
- 別冊少女コミックCDブック BASARA（田村由美原作イメージアルバム/1993年8月20日発売）
  - 「火炎（ほのお）のように －朱理のテーマ－」

- おしゃれマル秘セッション番外篇〜平和自動車教習所 昼下がりのクランク（1993年10月27日）
  - 「男分類法SCWMス・ク・ワ・マ」
  - 「ZEN寺-TOKYO」
  - 「新婚生活ワン・ツー・ドン」
- ラジオ英雄伝 青春ラジメニア VS 大アニメ博覧会（1994年3月23日発売）
  - 「いいもんのうた」
  - 「色男のうた」
  - 「I just wanna be with you」
  - 他
- BASARA外伝 TATARA（田村由美原作イメージアルバム/1994年8月1日発売）
  - 「紅蓮の野性」
- 悪魔と踊れ（AFCP-2005/1995年6月21日発売）
  - 「COOL」
- 君は天使じゃない（竹田やよい原作イメージ・ドラマCD/VICL-8133/1995年9月21日発売）
  - 「君は天使じゃない」
- コンパイラ ゴールデンベストデラックス（麻宮騎亜原作イメージアルバム/KICA-275/1996年1月24日発売）
  - 「JUDGMENT("deep"mix)」
- スターピンキーQ音楽集（オリジナルCDドラマ/MGCD-1015/1996年3月25日発売）
  - 「スターピンキーQの唄」
- 終わりのないラブソング（中島梓原作イメージアルバム/KACN-1037/1996年9月20日発売）
  - 「ENDLESS」（歌：石原慎一、駒田はじめ）
  - 「真夜中のララバイ」
  - 「暗い夜の中で」（歌：石原慎一、駒田はじめ）
  - 「横須賀ベイ」
  - 「I Love You」（歌：石原慎一、駒田はじめ）
- ACTRESSII〜朝倉薫演劇団（朝倉薫演劇団2ndベストアルバム/1997年2月26日発売）
  - 「俺たちの海」（コーラス）
  - 「永遠へのディスタンス」（歌：桜井智、石原慎一）
  - 「憧れに向かって」（コーラス）
- 千葉繁のスパイラルワールド / ノアの子守唄（SWCD001/1999年発売）
  - 「あてもない」

- 安部晴明（真崎春望原作ドラマCD/ORIONZ-6/2003年3月22日発売）
  - 「うつし夜」
  - 「リフレイン」
- 懐かしのせんだいCM大百科（2007年11月23日発売）
  - 「カメイ応援歌」（カメイ株式会社CMソング/録音は1987年）
- 未来特救ゴッドイーグル（2018年6月1日発売）
  - 「未来特救ゴッドイーグル」（作詞・作曲も担当）
  - 「オレンジの夕陽」（作詞・作曲も担当）
- 「There Go Samba 在郷さんば〜」千厩町イメージソング
- 第一製薬社歌「チャレンジ・スピリッツ」[24]
- スペースワールドテーマソング「GO TO THE SPACE WORLD / WE FOLLOW THE SPACE」
- 「メタボリック症候群予防キャンペーンソング」（農林水産省）
- ワクワクエクササイズ「なんでもアリーナ!」等（運動あそび・リズムたいそう1/株式会社メイトより）
- Never Say Never（破牙神ライザー龍）
- クイズ百点満点「満点体操第一」
- 24時間テレビ「エンタで24時間」陣内智則 鼻歌検索（2020年8月23日）
- ロックデッドストック vol.1「25 or 6 to 4(長い夜)」（2020年12月1日発売）
- ラグナシア「セイレーン・サーガ」（2021年）[25]

### カバー
- コロムビアカバー
  - 「ウルトラマンパワード (COLUMBIA Cover Version)」（ウルトラマンパワード）
  - 「この宇宙のどこかに (COLUMBIA Cover Version)」（ウルトラマンパワード）
  - 「ウルトラマンネオス (COLUMBIA Cover Version)」（ウルトラマンネオス）
  - 「ウルトラセブン21 (COLUMBIA Cover Version)」（ウルトラマンネオス）
  - 「TAKE ME HIGHER (COLUMBIA Cover Version)」(with風雅なおと、前田達也)（ウルトラマンティガ）
  - 「ガラガラヘビがやってくる」（歌：石原慎一、狩野勇気夫）
  - 「がじゃいも」（歌：石原慎一、狩野勇気夫）
  - 「フッフッフッってするんです」（歌：石原慎一、狩野勇気夫）
  - 「ガニ」（歌：石原慎一、狩野勇気夫）
  - 「ぼくらのロコモーション」
  - 「もろびとこぞりて」 （歌：石原慎一、森の木児童合唱団）
  - 「The Christmas Song」
  - 「お祭り忍者」（歌：石原慎一、狩野勇気夫）
  - 「ヤングマン (Y.M.C.A)」
- ソニーカバー
  - 「超電子バイオマン」（超電子バイオマン）
  - 「ジライヤ」（世界忍者戦ジライヤ）
  - 「高速戦隊ターボレンジャー」（高速戦隊ターボレンジャー）
  - 「地球戦隊ファイブマン」（地球戦隊ファイブマン）
  - 「BE TOP」（ダッシュ!四駆郎）
- クラウンカバー
  - 「オーレ!チャンプ」
  - 「Journey through the Decade」（仮面ライダーディケイド）
  - 「天装戦隊ゴセイジャー」（天装戦隊ゴセイジャー）
  - 「ゲラゲラポーのうた」（妖怪ウォッチ）※日野しおんと共に歌唱
  - 「ダン・ダン・ドゥビ・ズバー!」（妖怪ウォッチ）※中村沙理、渡邉純子と共に歌唱
  - 「祭り囃子でゲラゲラポー」（妖怪ウォッチ）※日野しおんと共に歌唱
  - 「初恋峠でゲラゲラポー」（妖怪ウォッチ）※日野しおんと共に歌唱
  - 「ゲラッポ・ダンストレイン」（妖怪ウォッチ）※日野しおんと共に歌唱
  - 「エビカニクス」※渡邉純子、橋本みのりと共に歌唱
  - 「三太郎音頭」
- アポロンカバー
  - 「赤鬼と青鬼のタンゴ」（みんなのうた）
- ビクターカバー
  - 「ジャンボダンス」（ひらけ!ポンキッキ）
  - 「ドスコイ！」（ひらけ!ポンキッキ）※河合夕子と共に歌唱
  - 「走れ正直者」（ちびまる子ちゃん）
- ウルトラアニメユーロビートシリーズ メカMAX〜THE POWER OF NEW ANIMATION SONGS〜（2001年8月24日発売）
  - 「めぐりあい」（機動戦士ガンダム めぐりあい宇宙）
  - 「ゴーショーグン発進せよ」（戦国魔神ゴーショーグン）
  - 「銀河旋風ブライガー（銀河旋風ブライガー）
  - 「TRANSFORMER2010 〜トランスフォーマー2010〜」（戦え!超ロボット生命体トランスフォーマー2010）
  - 「勇者王誕生! 神話バージョン」（勇者王ガオガイガーFINAL）
- pop'n music ANIMELO FULL!
  - 「キン肉マンGo Fight!」（キン肉マン）
  - 「タイガーマスク」（タイガーマスク）
  - 「魔訶不思議アドベンチャー!」（ドラゴンボール）
  - 「デビルマンの歌」（デビルマン）※未CD音源化
  - 「今日も何処かでデビルマン」（デビルマン）※未CD音源化
- Anime Covers Collection
  - 「ペガサス幻想」（聖闘士星矢）
  - 「LOVE SURVIVER」（忍者戦士飛影）
  - 「おれが正義だ!ジャスピオン」（巨獣特捜ジャスピオン）
- ザ・マイクハナサーズ（ザ・マイクハナサーズ名義）
  - 「二人でカンパイ！」
  - 「いとしの海岸物語」
  - 「ノンストップ・ヒデキ」
  - 「ヒーロー大行進」
- スタジオジブリ ア・カペラ・ソングス （WAVE6名義/2003年10月22日発売）
  - 「君をのせて」
  - 「いつも何度でも」
  - 「時には昔の話を」
  - 「風の谷のナウシカ」
  - 「ルージュの伝言」
  - 「カントリー・ロード」
  - 「さんぽ」
  - 「やさしさに包まれたなら」
  - 「となりのトトロ」
  - 「もののけ姫」

### コーラス
- 「Fin」（歌：中森明菜） - 1986年
- ライブアルバム「AKINA EAST LIVE INDEX-XXIII」（歌：中森明菜） - 1989年
- 「DREAMIN' ON DESIRE」（歌：草尾毅） - 1990年
- 「艶姿渚娘」（歌：田中真弓、玉川紗己子、林原めぐみ） - 1991年
- 「お料理行進曲」（歌：YUKA） - 1992年
- ドラマ「君のためにできること」オリジナル・サウンドトラック（音楽：石田勝範） - 1992年
- 「Lonely Angel Flight」（歌：小坂由美子） - 1992年
- 「Mama」（歌：小坂由美子） - 1992年
- 「俺たちの海」（歌：桜井智） - 1997年
- 「憧れに向かって」（歌：桜井智） - 1997年
- 「Ultra Seven 99」（歌：ささきいさお） - 1999年
- 「かっぱなにさま?かっぱさま!」（歌：杉田あきひろ & つのだりょうこ） - 2000年[26]
- 「百獣合体! ガオキング」（歌：水木一郎） - 2001年
- 「Embrace you」（歌：石井一孝） - 2002年
- 「sueños de día(白昼夢)」（歌：石井一孝） - 2002年
- 「Faith」（歌：石井一孝） - 2002年
- ドラマ「大奥」オリジナル・サウンドトラック（音楽：石田勝範） - 2003年～
- 映画「大奥」オリジナル・サウンドトラック（音楽：石田勝範） - 2006年
- 映画「ドラゴンボール Z 神と神」オリジナル・サウンドトラック - 2013年
- 「オレカ オマエカ 限界バトル!!」（歌：串田アキラ） - 2014年
- 「魔女の子守歌～歌は魔法」（歌：新妻聖子） - 2016年
- 「THE IDOLM@STER CINDERELLA GIRLS STARLIGHT MASTER GOLD RUSH! 11 Home Sweet Home」（THE IDOLM@STER） - 2021年

他多数

### シングル
| 発売日         | タイトル                                                                  | 収録曲 | 規格品番                                       | レーベル                                |
| -------------- | ------------------------------------------------------------------------- | --- | ---------------------------------------------- | --------------------------------------- |
| 1989年4月8日   | ウルトラマンUSA                                                           | 1. 時の中を走り抜けて 2. 時の中を走り抜けて(オリジナル・カラオケ) ※カセットのみ収録 3. スカイ・ハイ・ヒーロー 4. スカイ・ハイ・ヒーロー(オリジナル・カラオケ) ※カセットのみ収録                                                             | CC-8200(CD) CH-138(レコード) CMS-187(カセット) | 日本コロムビア                          |
| 1990年3月21日  | 強殖装甲ガイバー                                                          | 1. 強殖装甲ガイバー(歌：草尾毅) 2. 道標-異形の天使-(歌：草尾毅) 3. 強殖装甲ガイバー 4. 道標-異形の天使- | KIDA-4001                                      | キングレコード                          |
| 1992年8月21日  | 冬蝉(めくるめくヴァージョン)                                              | 1. 冬蝉(めくるめくヴァージョン) 2. ネギのマーチ 3. 冬蝉(スペシャル・ヴァージョン) | KIDS-4004                                      | キングレコード                          |
| 1993年         | いとしのリリー                                                            | 1. いとしのリリー 2. お休み 3. お休み(インスト) | GGS-1164                                       | 日本コロムビア                          |
| 1994年         | COOL                                                                      | 1. COOL 2. Rain Toun Parade(歌：佐々木真里) 3. COOL(カラオケ) 4. Rain Toun Parade(カラオケ) | APS4-41130                                     | アニメイトフィルム                      |
| 1994年6月1日   | 戦え!レッドバロン                                                         | 1. 戦え!レッドバロン 2. 夢を見たかい(歌：本島一弥) 3. 戦え!レッドバロン(オリジナル・カラオケ) 4. 夢を見たかい(オリジナル・カラオケ) | VPDG-20551                                     | バップ                                  |
| 1995年2月21日  | 重甲ビーファイター                                                        | 1. 重甲ビーファイター 2. 地球孝行 | FMDC-517(CD) FMSC-517(カセット)                | フォルテ ミュージックエンタテインメント |
| 1995年11月21日 | 黒き十字架 BLACK BEET.                                                    | 1. 黒き十字架 BLACK BEET. 2. 戦え!!メガヘラクレス 3. 黒き十字架 BLACK BEET.(オリジナルカラオケ) 4. 戦え!!メガヘラクレス(オリジナルカラオケ)                                                                                                 | CODC-765(CD) COSC-853(カセット)                | 日本コロムビア                          |
| 1996年2月21日  | ビーファイターカブト                                                      | 1. ビーファイターカブト(歌：樫原伸彦) 2. 両手で抱きしめたい 3. ビーファイターカブト(オリジナルカラオケ) 4. 両手で抱きしめたい(オリジナルカラオケ)                                                                                           | CCDC-881(CD) COSC-892(カセット)                | 日本コロムビア                          |
| 1996年2月21日  | 大声で歌えば                                                              | 1. 大声で歌えば(歌：樫原伸彦) 2. Wake up justice 3. 大声で歌えば(オリジナルカラオケ) 4. Wake up justice(オリジナルカラオケ) | CCDC-882(CD) COSC-893(カセット)                | 日本コロムビア                          |
| 1996年11月21日 | Oh! My Dream                                                              | 1. Oh! My Dream 2. 君に贈る声援(歌：河合夕子) 3. Oh! My Dream(オリジナル・カラオケ) 4. 君に贈る声援(オリジナル・カラオケ) | VIDL-10829                                     | ビクターエンタテインメント              |
| 1997年12月22日 | ダイナの赤い輝きに                                                        | 1. ダイナの赤い輝きに 2. ダイナの赤い輝きに(オリジナル・カラオケ) | TYDY-2107                                      | 東芝EMI                                 |
| 1998年2月28日  | ロボタック絵かき歌                                                        | 1. ロボタック絵かき歌(歌：佐々木望) 2. 哀愁ワンダフルバウ! 3. ロボタック絵かき歌(オリジナル・カラオケ) 4. 哀愁ワンダフルバウ!(オリジナル・カラオケ)                                                                                         | CODC-1432(CD) COSC-1214(カセット)              | 日本コロムビア                          |
| 1998年5月21日  | どっきん。〜Ｂビーダマンのお絵かきうた〜                                  | 1. どっきん。〜Ｂビーダマンのお絵かきうた〜(歌：吉川麻衣子) 2. 君のそばに～ボンバーマンのお絵かきうた～ 3. どっきん。〜Ｂビーダマンのお絵かきうた〜(オリジナル・カラオケ) 4. 君のそばに～ボンバーマンのお絵かきうた～(オリジナル・カラオケ) | CODC-1512                                      | 日本コロムビア                          |
| 1999年2月20日  | 救急戦隊ゴーゴーファイブ                                                  | 1. 救急戦隊ゴーゴーファイブ 2. Go!ファイブ Go!ファイト 3. 救急戦隊ゴーゴーファイブ(オリジナル・カラオケ) 4. Go!ファイブ Go!ファイト(オリジナル・カラオケ)                                                                                   | CODC-1705(CD) COSC-1352(カセット)              | 日本コロムビア                          |
| 1999年5月21日  | 超巨大ロボ!!グランドライナー                                              | 1. 超巨大ロボ!!グランドライナー 2. 救命唱歌-巽防災研究所歌-(歌：GO^2合唱団) 3. 超巨大ロボ!!グランドライナー(オリジナル・カラオケ) 4. 救命唱歌-巽防災研究所歌-(オリジナル・カラオケ)                                                         | CODC-1743                                      | 日本コロムビア                          |
| 2001年2月21日  | 仮面ライダーAGITO                                                         | 1. 仮面ライダーAGITO 2. BELIEVE YOURSELF(歌：風雅なおと) 3. 仮面ライダーAGITO(オリジナル・カラオケ) 4. BELIEVE YOURSELF(オリジナル・カラオケ)                                                                                               | CODC-1943                                      | 日本コロムビア                          |
| 2001年5月19日  | One ＆ Only                                                               | 1. One & Only(歌：風雅なおと) 2. MACHINE TORNADER 3. Emergency Guard Chaser(歌：橋本仁) 4. One & Only(オリジナル・カラオケ) 5. MACHINE TORNADER(オリジナル・カラオケ) 6. Emergency Guard Chaser(オリジナル・カラオケ)                       | COCC-15394                                     | 日本コロムビア                          |
| 2003年3月12日  | JustiΦ's                                                                  | 1. JustiΦ's(歌：ISSA) 2. Dead or alive 3. JustiΦ's(オリジナル・カラオケ) 4. Dead or alive(オリジナル・カラオケ) | AVCA-14595                                     | エイベックス                            |
| 2006年3月23日  | スーパー戦隊シリーズ30作記念主題歌コレクション23 救急戦隊ゴーゴーファイブ | 1. 救急戦隊ゴーゴーファイブ 2. この星を この街を 3. 救急戦隊ゴーゴーファイブ(オリジナル・カラオケ) 4. この星を この街を(オリジナル・カラオケ)                                                                                               | COCC-15872                                     | 日本コロムビア                          |

### オリジナルアルバム
|     | 発売日        | タイトル         | 収録曲 | 規格品番  | レーベル                 |
| --- | ------------- | ---------------- | --- | --------- | ------------------------ |
| 1st | 1991年8月25日 | Voice Consious   | 1. We took it EZ - 作詞:石原慎一/作曲・編曲:多田光裕 2. Get your body,Get your love - 作詞・作曲:石原慎一/編曲:多田光裕 3. Fate of midnight - 作詞・作曲:石原慎一/編曲:見良津健雄 4. 愛しているよ - 作詞・作曲:石原慎一/編曲:見良津健雄 5. The voice of true love - 作詞:石原慎一/作曲・編曲:大森俊之 6. 終焉の宴(DEAD END BANQUET)-Give Me The Answer- - 作詞・作曲:石原慎一/編曲:玉麻尚一 7. NAKED LOVE - 作詞:K.Inojo/作曲・編曲:見良津健雄 8. Love you more than ever - 作詞:松葉美保/作曲・編曲:大森俊之/歌:石原慎一 with 山田洋子 9. I'm Free - 作詞:石原慎一/作曲・編曲:大森俊之 10. ヴィレッジから-15th.street- - 作詞:石原慎一、玉麻尚一/作曲:石原慎一/編曲:玉麻尚一                                                                                            | SHCU-1005 | ハピネット・ピクチャーズ |
| 2nd | 1992年4月25日 | POSITIVE GROOVER | 1. BYE-BYE LOVE CRUISING - 作詞:實川翔/作曲・編曲:見良津健雄 2. SUPERSTITION - 作詞:實川翔/作曲・編曲:見良津健雄 3. この日をつかめ - 作詞:竹内学/作曲:渡辺信平/編曲:多田光裕/CHORUS ARRANGE:石原慎一 4. ビコーズ - 作詞:K.Inojo/作曲:髙橋研/編曲:見良津健雄/CHORUS ARRANGE:石原慎一 5. Love is Fantasy - 作詞・作曲:石原慎一/編曲:多田光裕/CHORUS ARRANGE:石原慎一、山田洋子、風雅なおと 6. 熱に抱かれて - 作詞:竹内学/作曲・編曲:多田光裕/CHORUS ARRANGE:石原慎一 7. 君だけがいない - 作詞:石原慎一/作曲・編曲:見良津健雄 8. Rainy daysを閉じこめて - 作詞:工藤哲雄/作曲:山本拓夫/編曲:藤野浩一/CHORUS ARRANGE:山田洋子、風雅なおと 9. RHAPSODY IN THE RAIN - 作詞:K.Inojo/作曲:村田和人/編曲:見良津健雄 10. Promissed Life〈約束〉 - 作詞・作曲:石原慎一/編曲:藤野浩一 | SHCU-1013 | ハピネット・ピクチャーズ |
| 3rd | 1993年7月10日 | VIRTUAL LIVES    | 1. 日曜の午後はミリテリーのヒロイン - 作詞・作曲:石原慎一/編曲:見良津健雄 2. そのままの君に会わせてよ - 作詞・作曲:石原慎一/編曲:見良津健雄 3. Baby,set me free - 作詞・作曲:石原慎一/編曲:見良津健雄 4. KISS in the Misty City - 作詞・作曲:石原慎一/編曲:見良津健雄 5. Lucky You! - 作詞・作曲:石原慎一/編曲:見良津健雄 6. 抱きしめたい-孤独な記憶- - 作詞・作曲:石原慎一/編曲:見良津健雄 7. Bingの覇者はPoker Face - 作詞・作曲:石原慎一/編曲:見良津健雄 8. 夢の果て - 作詞・作曲:石原慎一/編曲:見良津健雄 9. 想い出にしたくない - 作詞・作曲:石原慎一/編曲:見良津健雄 10. Love me All The Way - 作詞・作曲:石原慎一/編曲:見良津健雄 | PICA-1016 | パイオニアLDC            |

### ベストアルバム
|     | 発売日        | タイトル          | 収録曲 | 規格品番   | レーベル                  |
| --- | ------------- | ----------------- | --- | ---------- | ------------------------- |
| 1st | 1992年9月23日 | I-Sing            | 1. NON-STOP 2. LOVE SOLDIER 3. SWEET SONG FOR YOU 4. ALL OR NOTHING 5. 灼熱 6. 悩ましいほどジェラシー 7. SHAKE IT SHAKE 8. 舞い翔べカルラ! 9. UNKNOWN HERO 10. 幻想地帯 11. 風に抱かれて 12. Endless Desire | TYCY-5249  | EMIミュージック・ジャパン |
| 2nd | 2007年5月23日 | 石原慎一SONG BEST | 1. 仮面ライダーAGITO 2. Dead or alive 3. 重甲ビーファイター 4. 地球孝行 5. 救急戦隊ゴーゴーファイブ 6. 時の中を走りぬけて 7. スカイ・ハイ・ヒーロー 8. 戦え!レッドバロン 9. 超巨大ロボ!! グランドライナー 10. MACHINE TORNADER 11. タックル!ターボラガー 12. 黒き十字架 BLACK BEET. 13. 戦え!!メガヘラクレス 14. 両手で抱きしめたい 15. WARNING OF DANGER…警告… 16. アクアリウムの夜 17. Cool Cool ダンディ 18. 魔人ブウの悲劇 19. 飛べ飛べコウモリ 20. 哀愁ワンダフルバウ! | COCX-34289 | 日本コロムビア            |

### b・m・b
|              | 発売日        | タイトル | 収録曲 | 規格品番  | レーベル      |
| ------------ | ------------- | -------- | --- | --------- | ------------- |
| 1st アルバム | 1996年7月24日 | b・m・b  | 1. CHAINREACTION 2. Wild,Sexy,Cool～MOON RESPIRATION 3. TAKE YOUR DREAM 4. 勇気出して 5. この地球の下で 6. Survive!! 7. LET'S GET TOGETHER 8. No More Game 9. いつも いつも いつも 10. ONLY YOU | PICA-1104 | パイオニアLCD |

### ライブDVD
- AKINA EAST LIVE INDEX-XXIII（1989年11月28日発売/VHS、LD）
- MASKED RIDER LIVE 2004（2004年4月21日発売）
- アニソンLive大全集『熱烈!アニソン魂』DVD-Vol.1（2004年11月27日発売）
- スーパー戦隊 “魂” 2004 LIVE DVD（2005年3月23日発売）
- MASKED RIDER LIVE&SHOW 「十年祭」（2009年11月21日発売）
- ゴッドタン マジ歌ライブ2018 in横浜アリーナ ～今夜一発いくかい？（2018年10月31日発売）
- 超英雄祭 KAMEN RIDER×SUPER SENTAI LIVE&SHOW 2019（2019年5月8日発売）

### CM
- ダイソウ建設
- 大京「ライオンズマンション グレッグノーマン」
- サマージャンボ
- ブリヂストン「RADAC & TAILOR MADE」
- ブリヂストン「RADAC」（1987年） - 使用楽曲は1991年に「The voice of true love」として「VOICE CONSCIOUS」に収録
- ブリヂストン「RADAC」（1988年） - 使用楽曲は1991年に「I'm Free」として「VOICE CONSCIOUS」に収録
- カメイ株式会社「世界の海を駆けるカメイ編」CMソング「カメイ応援歌」（1987年）
- YAMAHA「マリンジェット」（1987年）
- 大塚製薬「オロナミンC Run For Dreams」（1987年）
- 大京「土地活用システムLAND」（1990年）
- 石田衡器製作所（1992年）
- ジャパンライフ 磁気健康敷布団「ジキゴールド」（1992年）
- 「サウナフジ」（1994年）
- プリングルズ「ポテトチップス」（1994年）
- 「Mr.完熟りんご」（歌・出演：石原慎一、風雅なおと、鹿野由之/1994年）
- バンダイ「超電磁合体スーパーギャラクシーメガ」（電磁戦隊メガレンジャー）（1997年）
- バンダイ「銀河合体メガボイジャー」（電磁戦隊メガレンジャー）（1997年）
- バンダイ「電撃変形メガウインガー」（電磁戦隊メガレンジャー）（1997年）
- JR東日本「新幹線『あさま』長野編」（1997年）
- 大正製薬「大正エスブロックZ」（1997年）
- バンダイ「デルタフォーメーション DXタイムシャドウ」（未来戦隊タイムレンジャー）（2000年）
- 日立建機「ザクシスアーク」（2001年）
- ディズニー「ディズニー・リズム・オブ・ワールド」（2005年）
- バンダイ「獣拳合体ゲキトージャ」（獣拳戦隊ゲキレンジャー）（2007年）
- ロケットCMソング 「Welcome To Rocket!」 - ロケットHAMで視聴可能
- サッポロビール「うまい生」
- Jビーフ
- ネスレピュリナペットケア「フリスキー」(「ねこ大好きフリスキー」のコール)
- 「HEROES シーズン3」（2009年）
- カルビーのり塩「タイガーマスク」（2010年）
- エスエス製薬「ガストール」（2010年）
- JT（日本たばこ産業）「Roots（ルーツ) アロマインパクトシリーズ」「デビュー篇」、「鳶のジョー篇」「棟梁のタケシ篇」、「測量士のシゲル篇」 （2011年9月12日より）
- 「年末ジャンボ宝くじ」バックコーラス（2011年11月22日より）
- 「プロ野球パ・リーグスクラッチ」（2014年）
- 「クラブツーリズム」（2015年）
- 長野県JAバンク「JAバンクで住宅ローン篇」（歌：石原慎一、Yuko/2015年）
- ソフトバンク「Y!mobile」（2016年）
- 厚生労働省「確認じゃ！平成28年度臨時福祉給付金」（2016年）
- クラシエ「ふしぎはっけん！ ふしぎ玉たべるじっけん篇」（2018年）

ほか多数

## 楽曲提供
- OH!・Va!・3・ハリケーン（1991年「しあわせのかたち番外編」収録・1992年「今賀 瞬 ―バーストマン、愛しのソングブックVol.1」収録/作詞・作曲/編曲は玉麻尚一との共作） - 歌：OH!・VA!・3・シスターズ（佐々木菜摘、玉川紗己子、真山惠衣）
- それでなくても芸能界（1992年「今賀 瞬 ―バーストマン、愛しのソングブックVol.1」収録/作詞・作曲） - 歌：加藤雅也、かないみか、金子浩子、須子田峰雄、佐々木誠人、三井善忠、安藤圭一、真砂勝美、くじら、今橋かつよ、村上はるみ、伊崎寿克、中村大樹
- Il fait tres froid（1993年「おしゃれ(秘)セッション番外篇 平和自動車教習所 昼下がりのクランク」収録/） - 歌：くじら
- ノアの子守唄（1999年「千葉繁のスパイラルワールド / ノアの子守唄」収録） - 歌：桑原美智留(池澤春菜)と子供たち/川島和子
- 夢と希望のメッセージ（2001年 KOBE2001「光のページェントDREAM」テーマソング/作詞・作曲）
- 永遠へ…（2007年「永遠へ… 母と子の祈り」収録/作詞・作曲） - 歌：横内美知代